# Halden (plaats)
Halden is sinds 1665 een stad in de gelijknamige gemeente in Noorwegen, fylke Østfold. Halden telt 22.339 inwoners (2007) en heeft een oppervlakte van 13,9 km². Halden is een grensstad aan de monding van de Tista bij het Iddefjord, de zuidelijkste grensovergang tussen Zweden en Noorwegen.

## Geschiedenis
De omgeving van Halden werd reeds 8000 jaar ononderbroken bewoond. Halden werd voor het eerst vermeld in 1629. Tussen 1665 en 1923 heette de stad Fredrikshald, naar koning Frederik III van Denemarken. In 1718 werd hier, tijdens een belegering, koning Karel XII van Zweden gedood. De stad werd echter ingenomen waarop de bewoners deze in brand staken om de soldaten te verdrijven. De vesting kon echter niet worden ingenomen. Niettemin kwam deze stad in 1814 aan Zweden. In 1826 brak een stadsbrand uit waarna de stad in empirestijl werd herbouwd. In 1905, na de eenzijdige onafhankelijkheidsverklaring van Noorwegen (tot dan toe deel van Zweden) braken spanningen uit, maar een en ander werd vreedzaam opgelost middels het Verdrag van Karlstad.

## Bezienswaardigheden
- Vesting Frederiksten (1661-1671 en 1682-1701) is een citadel die op een heuvel boven de stad werd gebouwd en als versterking van Denemarken tegen de Zweden dienstdeed.
- Frederikhalds Theater van 1838
- Immanuelkerk van 1833, in empirestijl
- Sint-Pieterskerk, een bakstenen katholieke kerk in neogotische stijl van 1877, ontworpen door Pierre Cuypers
- Busterudpark, van omstreeks 1870, met muziekpaviljoen en gedenkteken voor de componisten F.A. Reisiger en Oscar Borg.
- Rød Herregård, een herenhuis uit de eerste helft van de 18e eeuw, met park in Engelse landschapsstijl
- Voormalige Katoenspinnerij in de plaats Tistedal, met exposities over katoen-, steen- en schoenindustrie.

## Geboren
- Eva Kolstad (1918-1999), minister en belangrijk vrouwenrechtenverdedigster
- Anne Beathe Tvinnereim (1974), politica
- Jørgen Strand Larsen (2000), voetballer
- Mon Schjelderup (1870-1934), componiste en pianiste

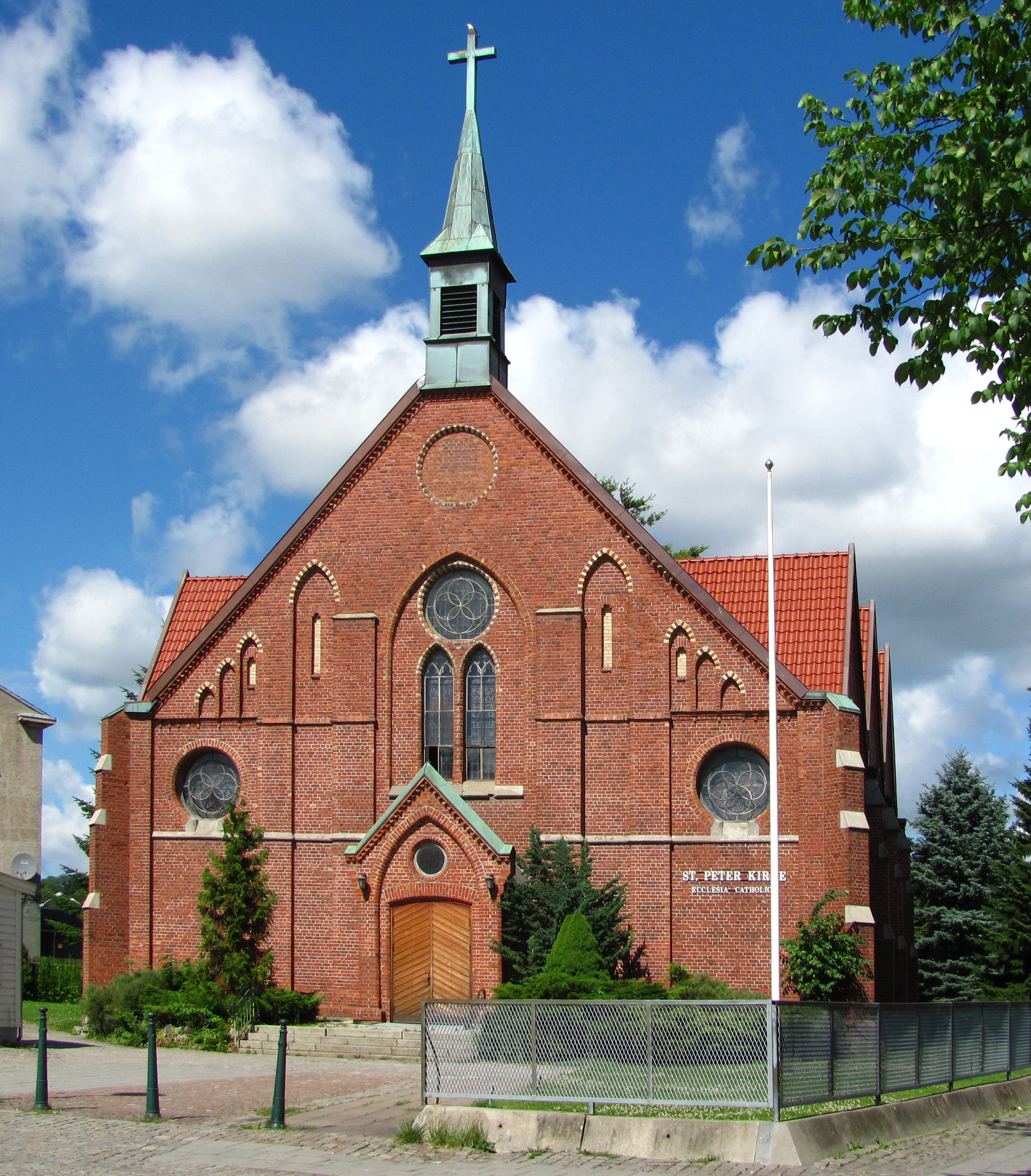
St. Peter katholieke kerk, ontworpen door P.J.H. Cuypers.